# Lae Balno
Lae Balno is een bestuurslaag in het regentschap Aceh Singkil van de provincie Atjeh, Indonesië. Lae Balno telt 574 inwoners (volkstelling 2010).